# 熊本県道201号二重峠菊池線
熊本県道201号二重峠菊池線（くまもとけんどう201ごう ふたえのとうげきくちせん）は、熊本県阿蘇市から菊池市に至る一般県道である。

## 概要
阿蘇市車帰から菊池市下河原に至る。阿蘇市二重峠が起点となっているが、実質上菊池市内のみを通っており、当県道を使って二重峠に行くことはできない。

### 路線データ
- 起点：熊本県阿蘇市車帰[注釈 1]
- 終点：熊本県菊池市下河原（熊本県道23号菊池赤水線交点）

## 地理

### 通過する自治体
- 阿蘇市
- 菊池市

### 交差する道路
| 交差する道路              | 交差する場所 | 交差する場所 |
| ------------------------- | ------------ | ------------ |
| 熊本県道329号原植木線     | 原           |              |
| 熊本県道203号日生野隈府線 | 原           |              |
| 熊本県道23号菊池赤水線    | 下河原       | 終点         |

### 沿線
- 菊池渓谷
- 菊池川